# فتح تونس (1534)
فتح تونس هي عبارة عن عديد المعارك التي قامت في البلاد التونسية على الاراضي الحفصية بين الدولة العثمانية والحفصية مع الاسبانية ويعد اهمها معركة تونس 16 أغسطس 1534 عندما استولى خير الدين بربروس على مدينة تونس التي كان يحكمها السلطان الحفصي أبو عبد الله الحسن.

## الأحداث
في 1533، استدعى السلطان العثماني سليمان القانوني خير الدين باشا من الجزائر معين اياه باشا وأحد قادة البحرية العثمانية حيث بدأ بالتحضير لسيطرة على تونس من خلال 70 قادس تم تشييدها في شتاء 1533-1534، وكان يقودها مجذفون من العبيد، من بينهم 200 1 مسيحي. باستخدام هذا الأسطول، أجرى بربروس غارات عدوانية على طول سواحل إيطاليا، حتى وصوله إلى مدينة تونس في 16 أغسطس 1534، طاردا بذلك السلطان الحفصي أبو عبد الله الحسن الذي كان تحت إمرة الإسبان.
عند وصوله، قام بربروس بتشييد قاعدة بحرية يمكن استخدامها لإطلاق غارات أخرى في المنطقة، إذ تحتل مدينة تونس مكانة إستراتيجية حيث تراقب حركة المرور البحرية التي تتجه من الجهة الغربية للبحر الأبيض المتوسط لشرقه. في 1535، طلب السلطان الحفصي أبو عبد الله الحسن من الملك الإسباني شارلكان تنظيم هجوم معاكس لاستعادة المدينة في 1535.حيث نظم الإمبراطور شارل الخامس (حكم من 1516 إلى 1556) أسطولًا بقيادة أندريا دوريا من جنوة، يتألف في الغالب من الإيطاليين والألمان والإسبان، والذي شرع في استعادة تونس في عام 1535، حيث استرج للسلطان الحفصي مولاي حسن عرشه.

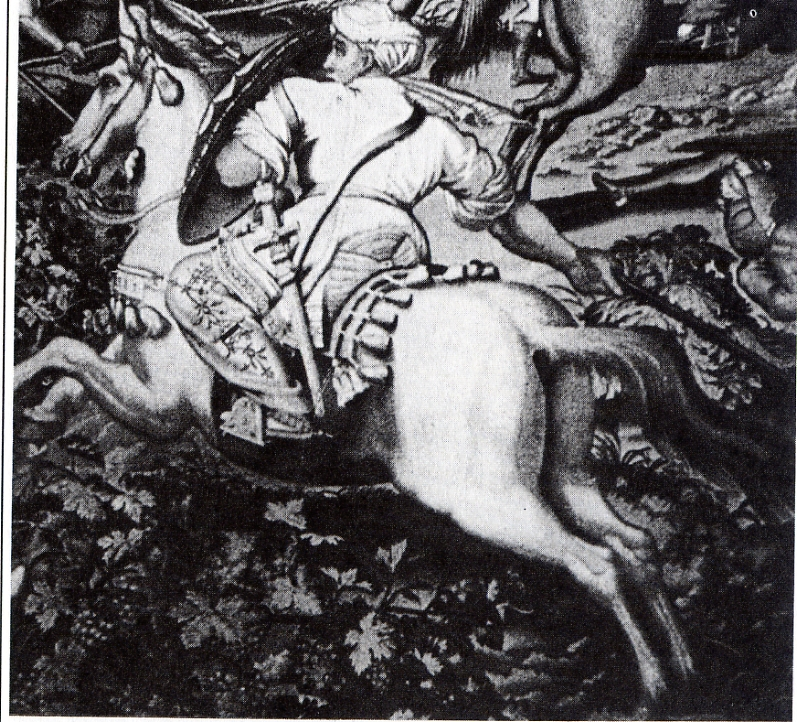
منظر لمعركة تونس في 1534، تبين صبايحي من إيالة الجزائر يقاوم ضد الإسبان، قماش النجود في قصر المورق، 1554.

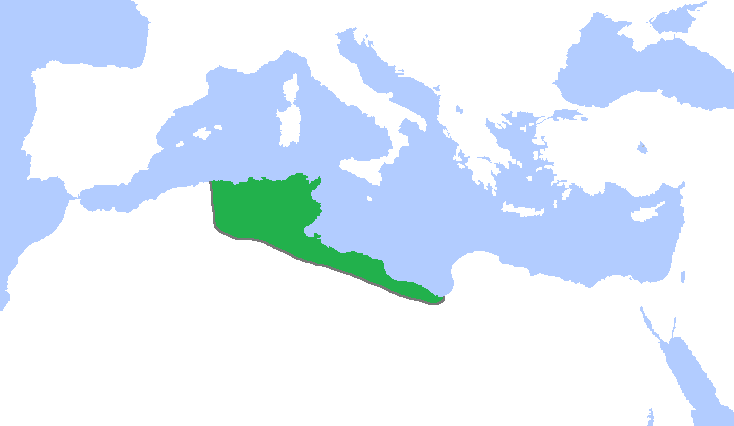
خريطة الدولة الحفصية قبيل الغزو العثماني